# Condado de San Juan (Utah)
O Condado de San Juan é um dos 29 condados do Estado norte-americano do Utah. A sede do condado é Monticello, e sua maior cidade é Blanding. O condado tem uma área de 20 547 km², uma população de 14 746 habitantes, e uma densidade populacional de 0,7 hab/km² (segundo o censo nacional de 2010). O condado foi fundado em 1880.

## História
O Território de Utah autorizou a criação do Condado de San Juan em 17 de fevereiro de 1880, com territórios anexados dos condados de Iron, Kane e Piute. Não houve mudança em seus limites desde sua criação. Monticello foi fundada em 1887, e em 1895 era grande o suficiente para ser designada a sede do Condado de San Juan.